# Mậu Tý
Mậu Tý (chữ Hán: 戊子) là kết hợp thứ 25 trong hệ thống đánh số Can Chi của người Á Đông. Nó được kết hợp từ thiên can Mậu (Thổ dương) và địa chi Tý (Chuột). Trong chu kỳ của lịch Trung Quốc, nó xuất hiện trước Kỷ Sửu và sau Đinh Hợi.

## Các năm Mậu Tý
Giữa năm 1700 và 2200, những năm sau đây là năm Mậu Tý (lưu ý ngày được đưa ra được tính theo lịch Việt Nam, khác lịch sử dụng trước năm 1967):
- 1468
- 1528
- 1588
- 1648
- 1708
- 1768
- 1828
- 1888
- 1948 (10 tháng 2, 1948 – 28 tháng 1, 1949)
- 2008 (7 tháng 2, 2008 – 25 tháng 1, 2009)
- 2068 (3 tháng 2, 2068 – 22 tháng 1, 2069)
- 2128
- 2188

## Sự kiện năm Mậu Tý
Mùa xuân năm Mậu Tý (1288), quân đội nhà Trần đánh tan 30 vạn quân Nguyên xâm lược lần thứ ba, chấm dứt sự bành trướng Đại Việt của đế chế Nguyên Mông.